# Kadada
Kadada (rusky Кадада), na horním toku Jelaň-Kadada (rusky Елань-Кадада), je řeka v Penzenské oblasti v Rusku. Je dlouhá 150 km. Povodí řeky je 3620 km².

## Průběh toku
Protéká Povolžskou vysočinou. Ústí zleva do Sury (povodí Volhy).

## Vodní režim
Průměrný průtok vody v ústí činí 9,41 m³/s.